# Eva-Maria Buch
Eva-Maria Buch (* 31. Januar 1921 in Berlin; † 5. August 1943 in Berlin-Plötzensee) war eine Widerstandskämpferin gegen den Nationalsozialismus. Sie gehörte zur „Roten Kapelle“.

## Leben

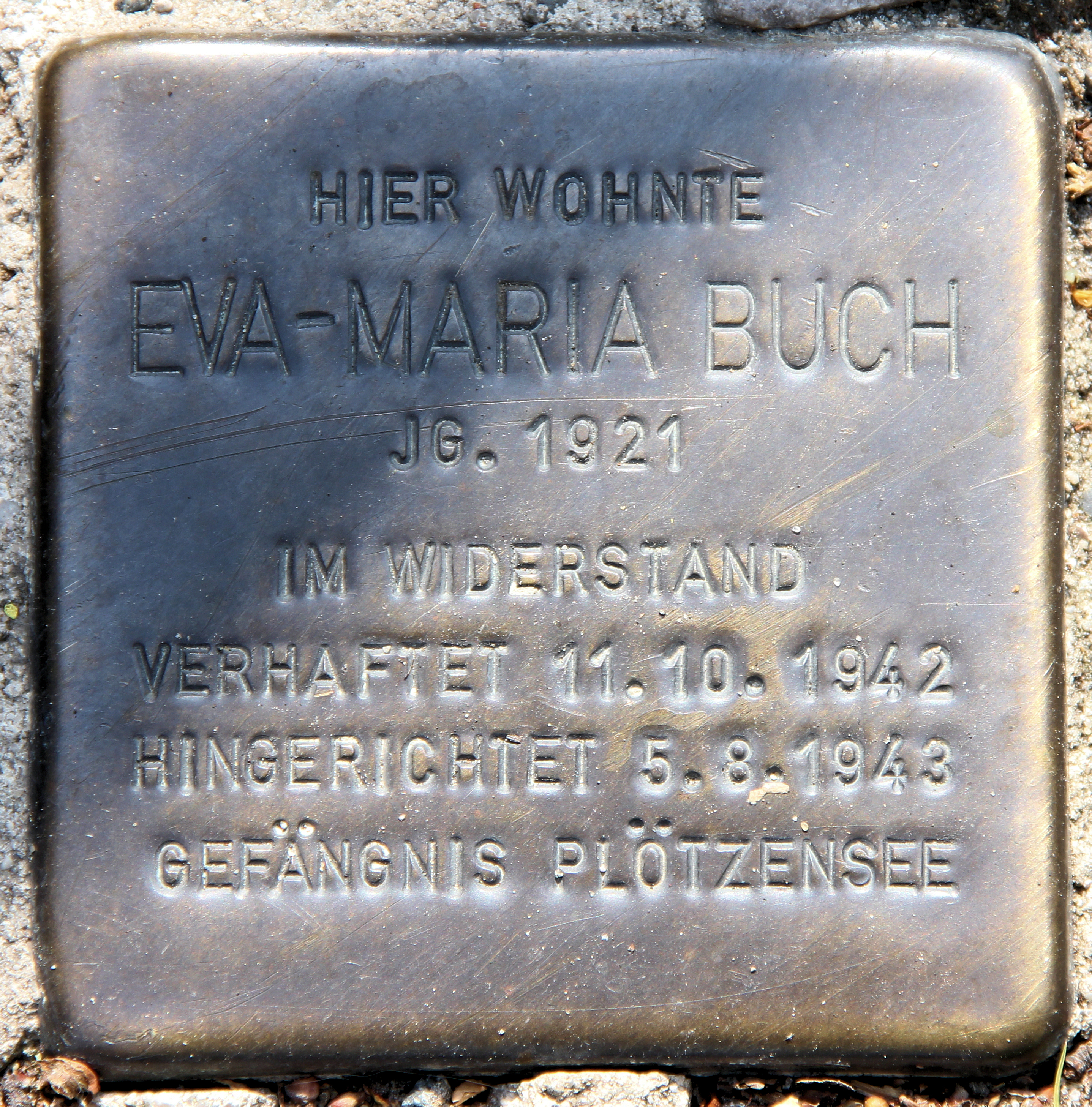
Stolperstein vor dem Haus, Hochfeilerweg 23a, in Berlin-Mariendorf

Bis Mitte der 1930er Jahre lebte Eva-Maria Buch mit ihren Eltern im Berliner Bezirk Charlottenburg. Die Familie zog dann in den Mariendorfer Hochfeilerweg 23a. Sie wurde katholisch erzogen und besuchte die von Ordensschwestern geleitete Ursulinen-Schule, welche 1939 von den Nationalsozialisten geschlossen wurde. Nur mit Mittlerer Reife besuchte Buch anschließend ein Dolmetscherseminar an der Auslandswissenschaftlichen Fakultät der Berliner Universität.
Durch ihre Arbeit in der Buchhandlung Gsellius in den Jahren 1941 und 1942 lernte sie Wilhelm Guddorf kennen, über den sie den Kontakt zur Roten Kapelle fand. Die politisch unerfahrene junge Frau nahm an einigen Zusammenkünften dieser Gruppe teil.
Guddorf versteckte Buch im Herbst 1942 in einer Gartenlaube. Doch die seit dem 31. August 1942 rollende Verhaftungswelle gegen Angehörige der Roten Kapelle erfasste auch Buch, die am 11. Oktober des Jahres durch die Gestapo inhaftiert wurde. Guddorf wurde kurze Zeit später ebenfalls gefasst und am 13. Mai 1943 hingerichtet.
Eva-Maria Buch kam in Untersuchungshaft und wurde mehrfach verhört. Nach Anklage vor dem Reichskriegsgericht fand dort vom 1. bis 3. Februar 1943 ihre Verhandlung statt. Als Beweismaterial diente ein von ihr ins Französische übersetzter Artikel, der für Zwangsarbeiter deutscher Rüstungsbetriebe bestimmt war. Die Arbeiter, so die Aussage des Flugblatts, sollten immer daran denken, dass es ihre Angehörigen seien, die von den durch sie gefertigten Bomben zerrissen würden.
Um andere vor der Verhaftung zu schützen, behauptete Buch vor Gericht, diesen Artikel selbst verfasst zu haben. Dafür wurde sie am letzten Verhandlungstag zum Tode verurteilt. In der Urteilsbegründung hieß es, sie habe die Verschlagenheit einer Katholikin und die Staatsfeindlichkeit einer Kommunistin gezeigt. Adolf Hitler lehnte ein Gnadengesuch von Buchs Eltern persönlich ab. Die 22-Jährige wurde am 5. August 1943 in Plötzensee hingerichtet, zuvor schrieb sie noch einen Abschiedsbrief an ihre Eltern.

## Ehrungen

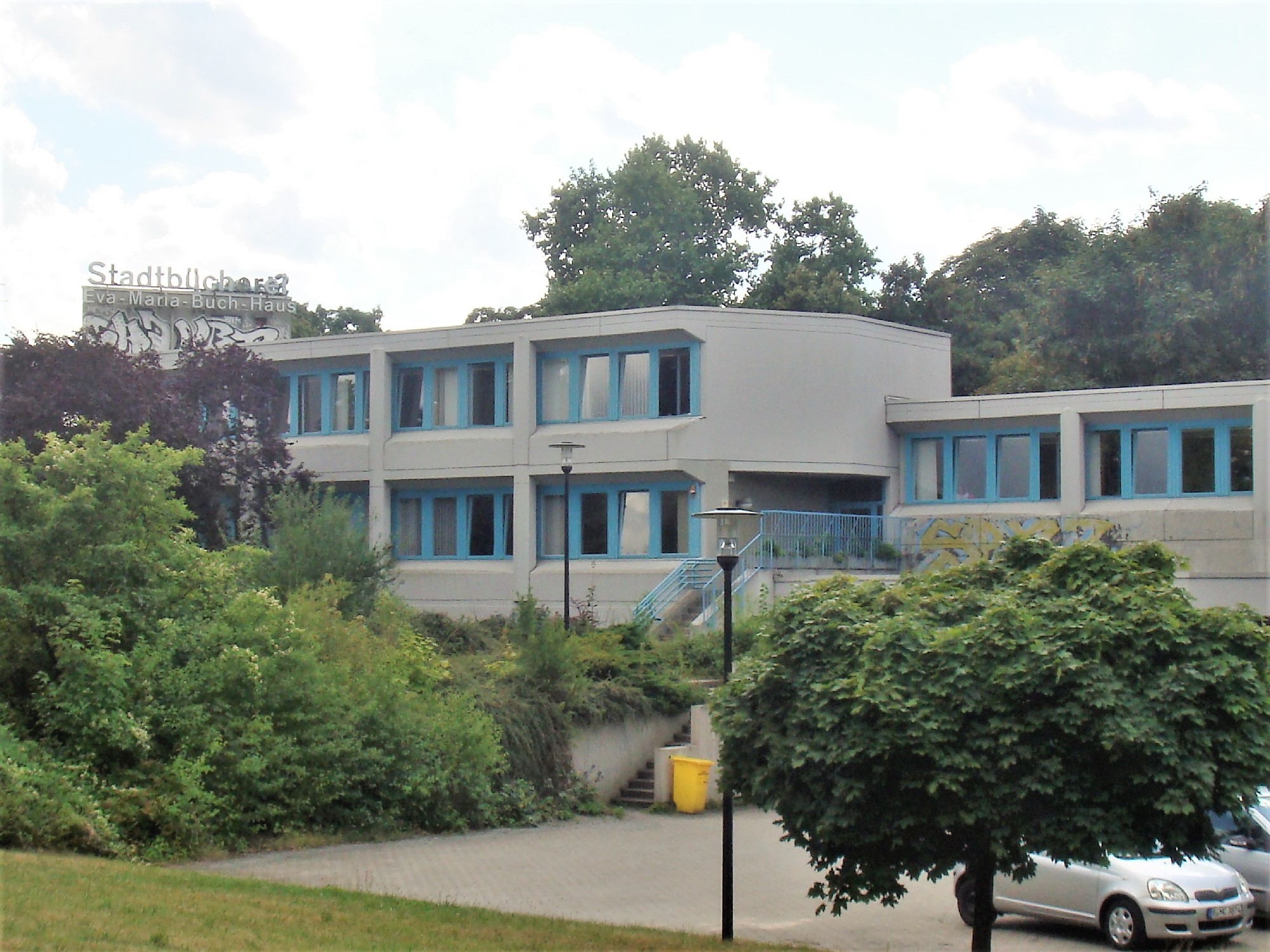
Eva-Maria-Buch-Bibliothek, Berlin

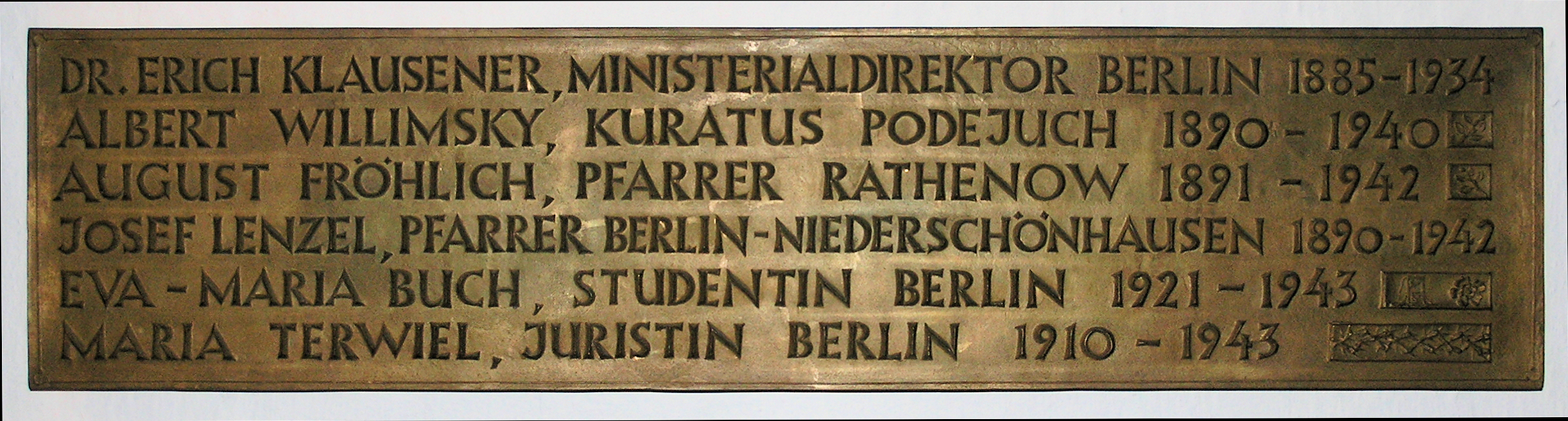
Gedenktafel in der Krypta der St.-Hedwigs-Kathedrale in Berlin-Mitte

- In Berlin-Mitte erinnert im Innenhof der Humboldt-Universität (Unter den Linden 6) ein Denkmal für zwölf „im Kampf gegen den Hitlerfaschismus gefallene“ Hochschulangehörige u. a. an Eva-Maria Buch.
- Eine Gedenktafel für die Märtyrer der NS-Zeit in der St.-Hedwigs-Kathedrale am Bebelplatz in Berlin-Mitte erinnert auch an ihr Schicksal.
- Die Tempelhofer Stadtbücherei erhielt 1993 den Namen Eva-Maria-Buch-Haus. Es ist heute der Sitz der Bezirkszentralbibliothek von Tempelhof-Schöneberg.
- Die Initiative Stolpersteine an der B 96 verlegte einen Stolperstein vor dem ehemaligen Wohnhaus von Eva-Maria Buch am Hochfeilerweg 23a in Berlin-Mariendorf.[4]
- Im Ortsteil Oberreut der Stadt Karlsruhe und in der Stadt Soltau trägt eine Straße den Namen Eva-Maria-Buch-Straße.
- Die katholische Kirche hat Eva-Maria Buch im Jahr 1999 in das Deutsche Martyrologium des 20. Jahrhunderts aufgenommen.[5]